# 語言石化
詞法學中提到，語言石化指的是兩個相近的概念，一是保留了該古老語言發音上的特徵但失去了文法規則，另一則是失去了文法上的使用頻率（例如：詞綴），但某些詞彙仍在使用。
語言石化也包括了語素石化和字彙石化。